# Тыняновские чтения
Тыняновские чтения — междисциплинарная международная научная конференция, ставящая своей задачей разработку проблем истории и теории исследований культуры (прежде всего — литературы, кино, собственно филологии) в связи с научной деятельностью и литературным творчеством Ю. Н. Тынянова, его коллег, друзей и соратников в ситуации социального и культурного перелома. Чтения были учреждены Комиссией по литературному наследию Тынянова по инициативе В. А. Каверина.

## Организация
Конференция проходит в родном городе Тынянова — Режице, ныне Резекне (Латвия). Первые Тыняновские чтения были проведены 28-30 мая 1982 года, в дальнейшем организовывались каждые два года. Последние на нынешний день XVII Чтения состоялись в августе 2014. Оргкомитет конференции составляют М. О. Чудакова, А. Л. Осповат, Ю. Г. Цивьян.

## Роль Яниса Петерса
Первый посол восстановившей независимость Латвии в РФ, поэт Янис Петерс вспоминает, как Тыняновские чтения оказались под угрозой в начале 1990-х годов из-за того, что не было источника их финансирования. В посольстве в Москве Петерса отыскала профессор Чудакова с вестью об этом. Петерс обратился за финансовой поддержкой к банкам: Балтийскому Транзитному банку (Baltijas Tranzīta banka) и Латвийскому Капитал-банку. И получил ее.
В 2012 году Петерс вновь помог Чтениям, предложив владельцу российского Альфа-банка, меценату латышского происхождения Петру Авену поддержать мероприятие в Резекне. «Меня очень удивило, что представитель чисто прагматической профессии, услышав имя Тынянова, воскликнул: „Великое дело!“ — вспоминает Петерс. — Будучи потомком нашего земляка, Петр Авен активно участвует в непрерывности культуры».
Благотворительный фонд Петра Авена «Поколение» финансировал Чтения и 14 августа 2014 года, 18 августа 2014 года прошёл посвященный Тынянову день в Латвийском университете.
На латышском в советское время были изданы два из трех романов Тынянова — «Пушкин» и «Кюхля» в переводе Эжена Раухваргера.

## Участники
Среди участников Чтений — крупные представители советских и российских гуманитарных и социальных наук, мировой славистики (в алфавитном порядке): Г. Г. Амелин, А. Ф. Белоусов, Н. А. Богомолов, Н. В. Брагинская, В. Э. Вацуро, Ст. Гардзонио, Б.Гаспаров, М. Л. Гаспаров, Л.Геллер, Л. Я. Гинзбург, А. Б. Грибанов, Л. Д. Гудков, Ю. В. Давыдов, А. А. Долинин, Б. В. Дубин, Е. В. Душечкина, С. Т. Золян, Н. А. Зоркая, Вяч. Вс. Иванов, И.А. Калинин, Л. Ф. Кацис, Л.Киселева, А. А. Кобринский, С. Л. Козлов, Г. А. Левинтон, Р. Г. Лейбов, О. А. Лекманов, Ю. М. Лотман, Н. Н. Мазур, О.Майорова, Ю. И. Манин, М. Б. Мейлах, А. Г. Мец, В. А. Мильчина, З. Г. Минц, Е.Михайлик, Ю. А. Молок, Г. А. Морев, М. С. Неклюдова,  А. С. Немзер, П. М. Нерлер,  Т. Л. Никольская, В. И. Новиков, М.Окутюрье, А. Л. и К. А. Осповат, М. Б. Плюханова, К. Ю. Постоутенко, В. В. Пугачев, А. И. Рейтблат, К. Ю. Рогов,  О.Ронен, В. Н. Сажин, И. Ю. Светликова, Д. М. Сегал, И.Серман, Т.И. Смолярова, Л. Г. Степанова, Р. Д. Тименчик, Е. А. Тоддес, А. Б. Устинов, Ю. Г. Цивьян, А. А. Формозов, О. А. Ханзен-Лёве, Т. Ю. Хмельницкая, А. П. Чудаков, М. О. Чудакова, Ю. Н. Чумаков, С. С. Шведов, А. Шенле, Ю. К. Щеглов, В.Эджертон, Н. Я. Эйдельман, М. Б. Ямпольский, Р. М. Янгиров и многие другие.

## Тыняновские сборники
По материалам Чтений издавались Тыняновские сборники. Помимо докладов и сообщений участников Чтений, в сборниках содержатся мемуарные публикации, архивные материалы, относящиеся к биографии, творчеству, кругу интересов Тынянова, его современников, соратников и последователей — культуре и науке России XVIII—XX веков. В редакционную коллегию сборника входили М. О. Чудакова, Е. А. Тоддес, Ю. Г. Цивьян.
- Тыняновский сборник: Первые Тыняновские чтения. Рига, 1984
- Тыняновский сборник: Bторые Тыняновские чтения. Рига, 1986
- Тыняновский сборник: Tретьи Тыняновские чтения. Рига, 1988
- Четвертые Тыняновские чтения: Тезисы докладов и материалы для обсуждения. Рига, 1988
- Тыняновский сборник: Четвертые Тыняновские чтения. Рига, 1990
- Пятые Тыняновские чтения: Тезисы докладов и материалы для обсуждения. Рига, 1990
- Шестые Тыняновские чтения: Тезисы докладов и материалы для обсуждения. Рига, 1992
- Тыняновский сборник: Пятые Тыняновские чтения. Рига, 1994
- Седьмые Тыняновские чтения: Материалы для обсуждения. Вып. 9. Рига; М., 1995/1996
- Тыняновский сборник. Вып. 10: Шестые - Седьмые - Восьмые Тыняновские чтения. М., 1998
- Тыняновский сборник. Вып. 11: Девятые Тыняновские чтения. М., 2002
- Тыняновский сборник. Вып. 12: Десятые - Одиннадцатые - Двенадцатые Тыняновские чтения. М., 2006
- Тыняновский сборник. Вып. 13: Двенадцатые - Тринадцатые - Четырнадцатые Тыняновские чтения. М., 2009
- Тыняновский сборник. Вып. 14: Пятнадцатые и Шестнадцатые Tыняновские чтения. Екатеринбург, 2018
- Тыняновский сборник. Вып. 15: Семнадцатые и Восемнадцатые Тыняновские чтения. Екатеринбург, 2019

## Памятник Тынянову
24 августа 2012 года в Резекне был открыт памятник Тынянову рядом с домом, где прошли отроческие годы писателя. Бронзовый бюст писателя работы скульптора Мары Калныни много лет хранился в Резекненской средней школе №6, где создан музей писателя.  Редактор газеты "Панорама Резекне" Валентин Сергеев выдвинул инициативу изготовить для бюста постамент и установить. Это поддержала творческая интеллигенция города и руководитель оргкомитета Тыняновских чтений Мариэтта Чудакова.  Инициатива получила народную поддержку:   проект установки бесплатно подготовил Павел Остапцев, фирма "Dana" сделала меценатский вклад, изготовив постамент.  Проект поддержал мэр Резекне  Александр Барташевич, Резекненская дума выделила деньги на благоустройство, и в канун очередных Тыняновских чтений памятник был открыт.